# مارتن امریچ
 مارتن امریچ (انگلیسی: Martin Emmrich؛ زادهٔ ۱۷ دسامبر ۱۹۸۴) یک تنیس‌باز اهل آلمان است.